# Stuart Webbs
 (février 2014).
Si vous disposez d'ouvrages ou d'articles de référence ou si vous connaissez des sites web de qualité traitant du thème abordé ici, merci de compléter l'article en donnant les références utiles à sa vérifiabilité et en les liant à la section « Notes et références ».
Stuart Webbs est une série allemande de films policiers produite entre l'automne 1913 et l'automne 1929 et mettant en scène le détective Stuart Webbs.
Joe May en a réalisé les premiers épisodes (jusqu'en 1914) et Ernst Reicher jouait le rôle-titre (à l'exception de trois épisodes).